# Триптофановый репрессор
 Триптофановый репрессор  (или  репрессор trp ) является фактором транскрипции, участвует в управлении метаболизмом аминокислот. Его лучше всего изучать на примере кишечной палочки, где он является димерным белком, который регулирует транскрипцию 5 генов в триптофановом опероне. Когда аминокислота триптофан в изобилии в клетке, он связывается с белком, что вызывает конформационные изменения в белке Репрессорный комплекс затем связывается со своей операторной последовательностью в генах, которую он регулирует, отключая гены..
Один из генов, регулируемых репрессором Trp, TRpr, кодирует сам белок триптофанового репрессора. Это является одной из форм регулирования с обратной связью .
Триптофановый репрессор гомодимер 25 kD белков, который регулирует транскрипцию триптофана при биосинтезе бактерий. Существуют 5 оперонов, которые регулируются TRpr — trpEDCBA, TRpr, ArOH, Arol и ССО опероны.

## Механизм
Когда аминокислота триптофан в изобилии в клетке, TRpr связывает 2 молекулы триптофана, который, вследствие этого, изменяет свою структуру и динамику так, что он становится способным связываться с оператором ДНК. Когда это происходит, прекращается транскрипция ДНК, подавляя продукты гена — белки, которые производят триптофан. Когда клеточные уровни триптофана снижаются, молекулы триптофанового репрессора распадаются, позволяя репрессору вернуться к своей неактивной форме.
TRpr также управляет регулированием собственного производства, с помощью регулирования гена TRpr.
Структуры лиганда ограниченной формы и лиганда свободной формы были определены в рентгеновской кристаллографии и NMR.
Оперон trp состоит из регулирующего гена, промотора, оператора, и терминатора. Оперон trp активен только тогда, когда недостаточно клеточного триптофана. Если не хватает триптофана, белок-репрессор обрывается от оператора (где репрессор, как правило, связывается) и РНК-полимераза может завершить своё чтение нити ДНК. Если РНК-полимераза достигает терминатора (в конце цепи ДНК), тогда создаётся фермент для триптофана.